# Somerset, Ohio
Somerset är en ort (village) i Perry County i Ohio. Vid 2010 års folkräkning hade Somerset 1 245 invånare.